# Ocotea glabra
Ocotea glabra är en lagerväxtart som beskrevs av H. van der Werff. Ocotea glabra ingår i släktet Ocotea och familjen lagerväxter. Inga underarter finns listade i Catalogue of Life.